# Wolfenbüttel Wildcats
Maillots
Les  Wolfenbüttel Wildcats ou BC Wolfenbüttel est un club féminin allemand de basket-ball basé à Wolfenbüttel. 
Promu en 2009, le club appartient à la Damen Basketball Bundesliga, le plus haut niveau du championnat allemand, qu'il remporte le championnat en 2012.

## Palmarès
- Champion d'Allemagne : 2012

## Entraîneurs successifs
- Vlastibor Klimeš

## Joueuses célèbres ou marquantes
- Roli-Ann Haldin
- Amanda Lassiter
- Taj McWilliams-Franklin